# 岡崎市美術博物館
岡崎市美術博物館（おかざきしびじゅつはくぶつかん）は、愛知県岡崎市の岡崎中央総合公園内にある美術館・博物館である。愛称は「マインドスケープ・ミュージアム」。
年間を通して美術品や文化財などを幅広く展示しているほか、映画の上映や様々なワークショップ、コンサートも行われており、岡崎市の各種の展示施設の中核施設としての役割を担っている。1996年（平成8年）度には第4回愛知まちなみ建築賞を受賞している。

## 沿革
岡崎市の広報紙の1983年3月号に岡崎中央総合公園の原型となる構想案が発表された。このとき高隆寺町地区に美術館、博物館、野球場、陸上競技場、弓道場、プールなどを建設する計画が初めて打ち立てられた。岡崎中央総合公園は1991年4月15日に開園した。
1996年7月6日、岡崎中央総合公園の園内に岡崎市美術博物館がオープン。初代館長は中根鎭夫市長が務めた。
1998年4月、芳賀徹が2代目館長に就任。
2010年4月、榊原悟が、おかざき世界子ども美術博物館館長との兼務で、3代目館長に就任した。

## 概要

### 構造
- 鉄筋コンクリート（一部鉄骨）地上2階、地下1階[1]
- 設計：株式会社栗生総合計画事務所（栗生明）[1][2]

### 主な施設
- 展示室
- セミナールーム
- エントランスホール
- 収蔵庫
- 駐車場
- YAGURA（売店）
- YOURTABLE（レストラン）

### 利用案内
- 開館時間
  - 午前10時 - 午後5時
- 休館日
  - 毎週月曜日（月曜日が祝日・休日の場合はその翌日）
  - 年末年始（12月28日 - 1月3日）

## アクセス
- 名鉄名古屋本線 東岡崎駅から名鉄バス「中央総合公園」行きで「美術博物館」バス停下車。

## ギャラリー
- 建物の外観
- 建物の外観
- 建物の中
- 展示室
- 売店コーナー
- レストラン
- 小高い丘の駐車場（写真右側）